# Julius Catlin

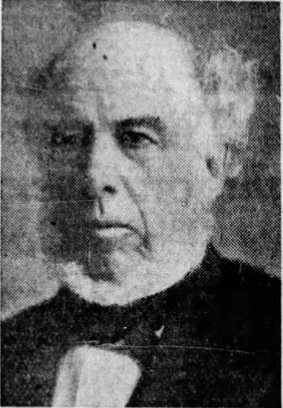
Julius Catlin, Vizegouverneur, Connecticut, d. 1888

Julius Catlin (* 14. Dezember 1798; † 23. April 1888) war ein US-amerikanischer Politiker. Zwischen 1858 und 1861 war er Vizegouverneur des Bundesstaates Connecticut.
Die Quellenlage über Julius Catlin ist extrem schlecht. Weder sein Geburts- noch sein Sterbeort sind überliefert. Auch über sein Leben jenseits seiner Zeit als Vizegouverneur ist nichts bekannt. Politisch schloss er sich der 1854 gegründeten Republikanischen Partei an. Im Jahr 1857 wurde Catlin an der Seite von William Alfred Buckingham zum Vizegouverneur des Staates Connecticut gewählt. Dieses Amt bekleidete er zwischen 1858 und 1861. Dabei war er Stellvertreter des Gouverneurs und Vorsitzender des Staatssenats.